# Жизнь других
«Жизнь других» (нем. Das Leben der Anderen, англ. The Lives of Others) — немецкий драматический триллер 2006 года, дебют сценариста и режиссёра Флориана Хенкеля фон Доннерсмарка. Фильм рассказывает о тотальном контроле над культурной жизнью Восточного Берлина агентами министерства государственной безопасности ГДР (Штази).
Фильм был выпущен в прокат в Германии 26 марта 2006 года. В то же время киносценарий фильма был опубликован немецким издательским домом Suhrkamp Verlag. В США премьера состоялась 3 сентября 2006 года на Международном кинофестивале в Теллуриде, а прокат начался 12 ноября того же года. В России фильм был впервые показан под названием «XX/7 Агент» 8 декабря 2006 года.
Картина стала обладателем премии «Оскар» 2007 года в номинации «Лучший фильм на иностранном языке». Ранее, в Германии, фильм получил семь премий «Deutscher Filmpreis», включая «лучший фильм», «лучшего режиссёра», «лучший сценарий», «лучшего актёра» и «лучшего актёра второго плана»; представлен фильм был в 11 номинациях, тем самым установив новый рекорд по количеству номинаций за один год на высшую немецкую кинопремию. Также кинолента участвовала в номинации «лучший фильм на иностранном языке» на 64-й церемонии вручения премии «Золотой Глобус». По всему миру кассовые сборы фильма составили более 77 000 000 долларов при бюджете в 2 000 000 долларов.

## Сюжет
Восточный Берлин, 1984 год. Сотрудник Штази капитан Герд Вислер получает задание следить за драматургом Георгом Драйманом и его подругой, известной актрисой Кристой-Марией Зиланд. Драйман подозревается в сочувствии к капиталистическому режиму Западной Германии.
Первоначально Вислер исправно несёт свою службу и докладывает начальству обо всех действиях подозреваемого, но постепенно он начинает скрывать информацию, получаемую при прослушке квартиры, начиная сочувствовать Драйману. После самоубийства своего близкого друга, талантливого режиссёра Альберта Йерска, который последние 7 лет был лишён права на профессию, Драйман решает написать статью о самоубийствах в ГДР, в которой использует скрываемые от широких масс статистические данные о том, что ГДР находится на втором месте в Европе по количеству самоубийств (после Венгрии). Вислер же, зная об этом, не раскрывает драматурга. Статью опубликовывает западногерманский журнал «Шпигель», и она вызывает скандал. Подозрения в авторстве падают на Драймана, но Вислер пытается выгораживать его.
Заказавший слежку министр культуры ГДР Бруно Хемпф ссорится со своей любовницей (и сожительницей Драймана) Кристой-Марией Зиланд (она решила отвергнуть Хемпфа и остаться только с Драйманом) и приказывает арестовать её за хранение и употребление наркотиков (амфетаминила, выпускаемого под маркой Aponeuron). В Штази её допрос поручают Вислеру (чтобы он смог реабилитироваться). Он уговаривает её стать внештатным агентом и выдать, где Драйман прячет пишущую машинку, на которой он написал статью о самоубийствах, так как по машинке и имеющемуся в распоряжении спецслужбы оригиналу статьи можно установить его авторство. Когда сотрудники Штази вновь приходят к драматургу с обыском, они не обнаруживают машинку в тайнике, так как её уже успел вынести Вислер, пробравшийся всего за несколько минут до этого в квартиру и вскрывший тайник. Присутствовавшая при обыске Криста-Мария не выдерживает напряжения и, считая, что Георга из-за неё арестуют, выбегает из квартиры, с целью самоубийства встаёт перед движущимся грузовиком и умирает на руках рыдающего Драймана. Зрителю дано понять аллегорию между темой статьи в "Шпигеле" и самоубийством подруги писателя... Так как улик не обнаружено, а единственный свидетель погиб, то дело против Драймана закрывается. Но непосредственный начальник Вислера, встретив его у квартиры Драймана перед обыском, понимает, что тот связан с этим и каким-то образом очень ловко скрыл улики так, что ничего доказать невозможно, и поэтому наказывает его тем, что отправляет служить почтовым цензором без возможности карьерного роста, что равносильно ссылке.
1989 год. Почтовый цензор Герд Вислер, вскрывая очередное письмо для проверки, узнает о передаваемой по радио новости о падении Берлинской стены и вместе с другими цензорами прекращает работу и уходит с рабочего места. Объединённой Германии их служба не нужна.
1991 год. Георг Драйман присутствует на премьере новой версии спектакля по его пьесе. Не досмотрев до конца, он выходит из зала, не выдерживая воспоминаний о Кристе-Марии, игравшей когда-то в этой пьесе главную роль. Выйдя из зала, он встречает бывшего министра Бруно Хемпфа, который тоже терзается воспоминаниями о Кристе-Марии. Хемпф заговаривает с драматургом о том, что тот ничего не написал после объединения Германии, давая понять, что, по его убеждению, Драйман нуждался в тоталитарном режиме, чтобы черпать вдохновение в противостоянии ему, а также даёт понять, что Криста была и его любовницей. Драйман произносит фразу о том, что не понимает, почему за ним не следили и дали опубликовать статью, на что бывший министр ему отвечает, что слежка велась, и Драйман может убедиться в наличии жучков в своей квартире. Придя к себе, драматург обнаруживает, что его квартира буквально напичкана прослушивающими устройствами. Затем Драйман посещает находящиеся в свободном доступе архивы Штази, где знакомится со своим «делом». Читая материалы прослушки, он обнаруживает, что там нет ни слова о его намерениях. И вместо текстов прослушки об обсуждении размещения статьи в западногерманском журнале "Шпигель" в отчётах значатся выдуманные агентом строки "пьесы к юбилею" про Ленина и проч. После этого, просматривая дело Кристы-Марии, он видит, что в день гибели она была завербована, и, сопоставляя факты, понимает, что его спас от ареста следивший за ним агент. Он находит Вислера, который работает к тому времени простым почтальоном, но не решается заговорить с ним.
1993 год. Почтальон Герд Вислер, разнося газеты, проходит мимо витрины, на которой изображена реклама нового романа Драймана, первого за много лет. Он заходит в книжный магазин и берёт книгу, которая называется «Соната о хорошем человеке» (так называлась пьеса, которую играл на фортепиано Драйман в день, когда он узнал о смерти Йерска; а сами ноты пьесы подарил Йерск на день рождения Драймана). Начинается книга с посвящения «хорошему человеку» Вислеру, фигурирующему в протоколах под своим оперативным псевдонимом HGW XX/7 . Герд Вислер покупает книгу, и на вопрос продавца, стоит ли заворачивать её в подарочную упаковку, отвечает: «Нет. Это для меня».

## В ролях
| Актёр          | Роль                      |
| -------------- | ------------------------- |
| Ульрих Мюэ     | капитан Герд Вислер       |
| Себастьян Кох  | Георг Драйман             |
| Мартина Гедек  | Криста-Мария Зиланд       |
| Ульрих Тукур   | подполковник Антон Грубиц |
| Томас Тиме     | министр Бруно Хемпф       |
| Ханс-Уве Бауэр | Пауль Хаузер              |

| Актёр             | Роль                          |
| ----------------- | ----------------------------- |
| Герберт Кнауп     | Грегор Хессенштайн            |
| Фолькмар Кляйнерт | Альберт Йерска                |
| Чарли Хюбнер      | Удо                           |
| Маттиас Бреннер   | Карл Вальнер                  |
| Хиннерк Шёнеман   | Аксель Штиглер                |
| Мари Грубер       | фрау Майнеке соседка Драймана |

## Производство

### Предыстория, идея фильма и подготовка к съёмкам
Детство и юность Флориан Хенкель фон Доннерсмарк провёл в Нью-Йорке, Берлине, Франкфурте и Брюсселе. В 1991 году изучал русский язык и литературу в Санкт-Петербурге, получив специальность «преподаватель русского языка как иностранного». С 1993 по 1996 год получил учёные степени по политологии, философии и экономике в Оксфордском университете. Практиковался у знаменитого британского режиссёра Ричарда Аттенборо. Затем, в 1997 году, поступил в Университет телевидения и кино в Мюнхене.
«Жизнь других» — первая полнометражная картина Флориана Хенкеля фон Доннерсмарка. До этого он снял 4 короткометражных фильма: «Mitternacht», «Das Datum», «Доберман» и «Der Templer». Из них самым удачным оказался «Доберман», который он снял во время прохождения практики в 1999 году по собственному сценарию. Фильм был показан на более чем 40 кинофестивалях по всему миру и получил множество наград, среди которых были Премия имени Макса Офюльса и премия студии Universal Studios в номинации «Шокирующий короткометражный фильм».
Оба родителя Флориана Хенкеля фон Доннерсмарка были из Восточной Германии. Он рассказывал, что когда Берлинская стена пала, был ребёнком, но уже мог ощущать страх, который испытывали люди, находясь в подчинении у государства.
Режиссёр сказал, что идея снять «Жизнь других» пришла к нему, когда он пытался придумать сценарий «общественного» (классового) фильма — происходило это во время учёбы в Университете телевидения и кино в Мюнхене. Он слушал музыку и вспомнил высказывание Максима Горького о том, что любимой музыкальной пьесой Ленина была «Соната для фортепиано № 23» Бетховена. Горький подробно описал это в своём очерке:
И, прищурясь, усмехаясь, он [Ленин] прибавил невесело:

Но часто слушать музыку не могу, действует на нервы, хочется милые глупости говорить и гладить по головкам людей, которые, живя в грязном аду, могут создавать такую красоту. А сегодня гладить по головке никого нельзя — руку откусят, и надобно бить по головкам, бить безжалостно, хотя мы, в идеале, против всякого насилия над людьми. Гм-м, — должность адски трудная.
В 2001 году режиссёр начал почти четырёхгодичную подготовку к съёмкам, большую часть которой занимало написание сценария. Он беседовал с жертвами и сотрудниками службы безопасности, а также посещал исторические места. В интервью New York Times Доннерсмарк сказал: «Я внезапно представил себе человека, сидящего в угнетающей на вид комнате в наушниках и подслушивающего за тем, кого он считает врагом государства и идеологии; но человек в наушниках слышит красивую музыку, которая задевает его чувства. Я сел и через несколько часов написал предварительную версию сценария». Сценарий был практически окончен во время месячного пребывания режиссёра в аббатстве Хайлигенкройц — монастыре, в котором его дядя Грегор был настоятелем. Наконец, переселившись из Мюнхена в Берлин, Доннерсмарк закончил сценарий. В качестве научного консультанта ему помогал Манфред Вилке.
Доннерсмарк испытывал трудности, добиваясь финансирования фильма. Американский журналист Джон Подхорец предположил, что причиной этому послужило нежелание киностудий финансировать фильм об ужасах восточногерманского коммунизма, хотя эта тема и полна драматизма. Критик видит в этом объяснение, почему организаторы Берлинского кинофестиваля отказались принять «Жизнь других» в конкурсную программу.
Молодые продюсеры Макс Видеман и Квирин Берг уже продюсировали предыдущий короткометражный фильм Доннерсмарка.
Сидни Поллак рассматривал возможность снять голливудский ремейк данного фильма. Но в 2008 году Поллак скончался.

## Саундтрек
Официальный состав саундтрека был издан 5 февраля 2007 года. Все композиции исполняет Пражский филармонический оркестр, дирижёр — Адам Клеменс.
Композиторами фильма выступили Габриэль Яред и Стефан Муша, ранее не знакомые с режиссёром. Тим Кларк, обозреватель сайта soundtrack.ru, подметил в музыке отличительный стиль Яреда — деликатные инструментальные вставки и роскошные мелодии.
| №  | Название                        | Длительность |
| -- | ------------------------------- | ------------ |
| 1. | «Die unsichtbare Front»         | 2:41         |
| 2. | «HGW XX/7»                      | 5:33         |
| 3. | «Linienstraße»                  | 2:49         |
| 4. | «Der Verrat»                    | 2:06         |
| 5. | «Das Leben der Anderen»         | 5:14         |
| 6. | «Die Sonate vom Guten Menschen» | 1:41         |
| 7. | «IM "Martha"»                   | 4:21         |
| 8. | «Gesichter der Liebe»           | 3:31         |
| 9. | «Georg Dreyman, der Dichter»    | 1:27         |

## Реакция на фильм

### Оценки и общая характеристика
Подхорец назвал «Жизнь других» «одним из величайших фильмов, когда-либо сделанных, и, без сомнения, лучшим фильмом десятилетия». Уильям Бакли написал в своей синдицированной колонке, что после окончания просмотра он повернулся к своему компаньону и сказал: «Я думаю, это лучший фильм из всех, что я видел». Джон Миллер поставил этот фильм на первое место в своём списке лучших консервативных картин за последние 25 лет.
В обзоре для Daily Variety Дерек Элли отметил стиль фильма, созданного в серых или суровых зелёных тонах, с использованием настоящей бывшей штаб-квартиры Штази. Ричард Корлисс на страницах журнала Time присудил этому фильму второе место в списке десяти лучших картин 2007 года, назвав «Жизнь других» берущим за душу и волнующим триллером. Кинокритик Роджер Эберт дал картине четыре звезды, назвав «сильным, но тихим фильмом, состоящим из скрытых мыслей и секретных желаний».

### Внимание критиков к деталям картины
Картина построена «на слоях эмоциональной структуры», написала Стефани Захарек в онлайн-журнале Salon.com. «Доннерсмарк детализирует происходящее на экране: в одной из сцен, в которой министр Хемфп в своей машине лапает женщину, пытаясь завоевать её расположение, мы видим его гигантские белые трусы — это могло показаться забавным, если бы не было столь ужасным».
В другой сцене главный герой Вислер начинает сочувствовать паре, за которой он подслушивает. «Реакция Вислера на те чувства подкрадывается к нему незаметно, практически не выдавая себя, что делает её более убедительной», пишет Захарек
. Подхорец, обозревая картину в The Weekly Standard, приписывает тонкость реакции Вислера исполнителю этой роли: «Та сцена изображается с удивительным спокойствием и практически безэмоционально актёром, доселе неизвестным за пределами Германии, который делает свою работу столь прекрасно, что это практически не поддаётся описанию словами». Джош Розенблатт, пишущий для Austin Chronicle, также восхищается игрой Мюэ: «Как и любая выдающаяся актёрская игра, волшебство Мюэ выходит на первый план, при помощи, казалось бы, совсем незначительных деталей: поднятая бровь здесь, чуть заметное движение губ там. Это триумф немого великолепия».
Лиза Шварцбаум в Entertainment Weekly указывает на сцены, когда персонажи ничего не предпринимают, дабы повлиять на события, происходящие вокруг них: «Порой самые напряжённые моменты фильма наполнены минимумом действия — Вислер, просто слушающий через наушники; Дрейман, просто лежащий на своей кровати; просто смотрящая в дверной глазок соседка, вся жизнь которой зависит от того, что она делает, от того, кого она видит. В этих воздействующих на нервы паузах Хенкель фон Доннерсмарк передаёт зрителю всё, что мы должны, по его мнению, знать о выборе, страхе, сомнении, трусости и героизме».

### Мнения критиков по поводу трансформации Вислера
Статья в First Things приводит философский аргумент в защиту трансформации Вислера. Автор статьи Сантьяго Рамос считает, что центральной темой фильма является моральное преобразование Герда Вислера. По его мнению, процесс перерождения не совсем аргументирован, но зато красив. Вислер испытывает на себе необъяснимое таинственное влияние прекрасного, которое изменяет его. Это не поддаётся пониманию человеческим умом.
Сам режиссёр сказал следующее: «Изменения не происходят резко, Вислер постепенно теряет веру в свою идеологию». Энтони Скотт завершает свой в общем положительный обзор словами о том, что фильм не даёт чёткого ответа на вопрос: меняются люди или мир? Когда интервьюер из британского электронного журнала спросил у Доннерсмарка, согласен ли он с утверждением Скотта, режиссёр ответил: «Я не согласен. Я был немного удивлён этим утверждением, но предположил, что всё зависит от того, что вы понимаете под словом „изменение“».
За исключением Скотта, практически все остальные критики согласны с тем, что преобразование Вислера — основной драматический двигатель фильма и ключ к его пониманию. Британский политический обозреватель Тимоти Гартон был сильно тронут фильмом, но преобразование Вислера ему показалось слишком быстрым и не совсем убедительным. С ним соглашается и католический сценарист и блогер Барбара Николози, которой фильм также очень понравился. Клайв Дэвис написал в своём блоге на сайте The Spectator, что фильм неубедительно показал превращение Вислера: «Это была многообещающая задумка, испорченная запутанным и недокормленным сценарием». «Не было, по большому счёту, никакого серьёзного побуждения к подобной трансформации героя» — сказал Кевин Драм.
Рамос утверждает, что такие поклонники-критики немного вредят фильму, так как любая критика, которая подвергает сомнению правдоподобие преобразования Вислера, подвергает сомнению не только логику фильма в целом, но и власть художника над тоталитаризмом и идеологией.
По мнению сотрудника журнала «Искусство кино» Ирины Щербаковой, самые серьёзные упреки кинопрессы вызвало именно неубедительное перерождение капитана Вислера. «Это сознательное очеловечивание зла, желание обелить систему, таких сотрудников, как Вислер, там не было и быть не могло, никто не стал бы плакать ни от стихов Брехта, ни от звуков „Апассионаты“» — утверждали многолетние исследователи системы работы Штази.

### Личный выбор в условиях тоталитаризма
Энтони Оливер Скотт, рецензируя фильм в The New York Times, написал, что «Жизнь» сделан довольно добротно, и добавил, что «саспенс создаётся не только благодаря структуре сцен и темпу фильма, но также и за счёт идеи о том, что даже в репрессивном обществе люди обременены доброй волей. Вы никогда не знаете, смотря одну сцену за другой, какое решение примет персонаж буквально через мгновение».
Кинокритик из Los Angeles Times Кеннетт Тюран согласен, что драматическая напряжённость фильма создаётся при помощи тщательно продуманного сюжета, который «помещает главных героев в тяжёлые ситуации с высокими ставками, где очень высока цена лишь одного отдельно взятого действия, от которого зависят не только жизни героев, но и их души». Кино «убедительно демонстрирует, что выбор правильного решения при сложных морально-политических ситуациях, может быть наиболее драматичной дилеммой из всех».
Захарек, Скотт, Подхорец и Тюран — все отмечают, что хотя фильм очень сильно и тонко представляет коррупцию в самом ядре политической элиты Восточной Германии, он сосредотачивается на людях, которые могут подняться выше этой прогнившей системы. По выражению Подхореца, «данное кинематографическое творение — это изучение природы человека под маской великолепного напряжённого триллера».

### Российские критики
Наталья Рябчикова в обзоре фильма на страницах электронной газеты «Yтро.ru» отмечает нежелание как немецких кинематографистов, так и 56 % жителей объединённой страны касаться темы Штази; считает, что картина «Жизнь других» стала катализатором первых серьёзных дебатов о роли Штази в жизни Восточной Германии. Мария Гросицкая из «Настоящего кино» считает, что «картина покоряет наивной, но оттого не менее благородной идеей». Также отмечает что «сейчас мало снимают такого кино, где отсутствуют и приторные неискренние хэппи-энды, и пафосный трагизм».
Иван Куликов из интернет-издания «Газета.ру» не совсем верит в возможность трансформации агента Штази в праведника посредством монументальной немки[что?] и стихов; также критик отмечает, что этот фильм — не особо удавшаяся попытка режиссёра показать, как мерзко было в ГДР. Напротив, Диляра Тасбулатова в статье для журнала «Итоги» верит в подобное перерождение офицера тайной полиции, подкрепляя это реальными случаями из истории, особо подчёркивая неповторимую атмосферу недавнего прошлого, которую режиссёр реконструировал с пугающей точностью. Алёна Солнцева в газете «Время новостей» пытается вычленить главную мысль фильма: «Растлевающая сила страха способна сокрушить самых тонких, нежных, талантливых, а с другой стороны, достоинство может сохранять и глубоко повязанный в обстоятельствах человек».

### Соответствие реальности
В этом последнем и главном для себя фильме (какими бы банальными киносредствами ни пользовался порою его режиссёр) Ульрих Мюе сделал невозможное. Он показал своего героя и немецкое прошлое так, что оно смогло стать осязаемым и для других немцев, чтобы хотя бы в поколении Доннерсмарка произошло наконец соединение этого до сих пор не соединяемого немецко-немецкого кентавра. … Хотел этого Доннерсмарк или нет, но созданный Мюе образ перерос авторский замысел, и возникла притча о возможности перерождения — того, кто способен увидеть жизнь других людей.
Неомарксист Славой Жижек, делая обзор фильма для In These Times, написал, что фильм смягчает гнетущую атмосферу ГДР, как в сцене, в которой диссидент оказывает сопротивление министру культуры и при этом не сталкивается ни с какими последствиями. Жижек также отметил, что персонаж драматурга слишком наивен, чтобы быть правдоподобным: «Фильм напоминает остроумную формулу жизни под твёрдым коммунистическим колпаком, состоящую из трёх принципов: личная честность, искренняя поддержка режима и разум — человеку невозможно было следовать сразу трём принципам, возможно лишь двум; проблема Драймана состоит в том, что он действительно следует всем трём принципам».
Хотя начальная сцена фильма происходит в тюрьме Hohenschönhausen, она снималась в другом месте, так как Хуберт Кнабе, директор мемориала, отказался дать разрешение Доннерсмарку. Кнабе возразил против «превращения агента Штази в героя» и попытался убедить Доннерсмарка изменить кино. Режиссёр назвал «Список Шиндлера» в качестве примера подобного развития событий. На что Кнабе ответил: «Это — разные вещи. Оскар Шиндлер — был. Никакого Вислера не было». Восточногерманский диссиденсткий поэт-песенник Вольф Бирман написал в Die Welt в марте 2006 года: «Общая политическая обстановка, показанная в фильме — подлинна, я был взволнован сюжетом. Но почему? Возможно, на меня подействовала масса притягательных деталей, которые похожи на воспоминания из моего собственного прошлого между полным запретом моей работы в 1965 году и лишением гражданства в 1976 году».
Анна Фандер, автор книги о Штази («Штазилэнд»), написала в обзоре фильма для The Guardian, что сотрудник Штази не имел возможности скрывать информацию от начальников, потому что за служащими Штази наблюдали, и они действовали в командах, очень редко работая по одному. Она приводит слова Доннерсмарка: «„Жизнь других“ — это, в первую очередь, человеческая драма о способности людей делать правильные поступки, независимо от того, как долго они шли в неверном направлении». На что Фандер ответила: «Это — радостная мысль. И это кино просто превосходно, несмотря на то, что оно не соответствует действительности».

### Связи с другими фильмами
В 1994 году режиссёр Андреас Дрезен адаптировал для немецкого телевидения пьесу Душана Ковачевича «Профессионал» под названием «Другая жизнь господина Крейнса» (нем. Das andere Leben des Herrn Kreins). Пьеса «Профессионал» повествует о встрече бывшего сотрудника тайной полиции социалистического тоталитарного государства со своим бывшим надзираемым, а так же о тех метаморфозах, что произошли в их жизнях. Впоследствии Дрезден упрекал фон Доннерсмарка в том, что его фильм упрощает картину жизни в ГДР, показывая её в «фэнтезийном ключе». Немецкая пресса так же отмечала, что «Жизнь других» подобна телефильму Дрезена. И подмечала «голливудсткость» фильма Доннерсмарка, который был слишком молод для того, чтобы пережить описанные в его фильме события. Однако сам Доннерсмарк это поразительное совпадение фильмов никак не комментировал.
Сравнивая ленту Доннерсмарка с вышедшим спустя год румынским фильмом «4 месяца, 3 недели и 2 дня», многие критики полагали, что румынская картина также заострена против тоталитарного режима Чаушеску, ибо наглядно высвечивает царившую в нём атмосферу тотальной лжи, недоверия и страха. Рецензент нью-йоркского Village Voice отмечает, что действие происходит в «обществе, где мало что функционирует и никакое действие (даже захлопывание дверцы автомобиля) не обходится без затруднений». Между тем в опубликованных интервью румынский режиссёр отрицает подобный редукционизм. Его занимает не столько обличение отжившего своё режима, сколько шероховатая судьба главных героинь, в особенности — тема мучительного взросления одной из них. «Ужасы социализма не заслоняют той внутренней слепоты и инерции, которых одной из героинь так и не удастся преодолеть, зато другая переплавит в неоценимый человеческий опыт» — Андрей Плахов. Аналогично и в немецкой картине, в которой главной темой является преобразование Вислера и личный выбор отдельного человека в условиях тоталитаризма.
Алёна Солнцева ставит этот фильм между румынским «4 месяца, 3 недели и 2 дня» и российским «Грузом 200», говоря, что «Все эти марки сигарет и косметики, все эти мелкие хитрости теневой торговли и взаимного лицемерия, показанные в румынской картине, куда глубже проникают в суть социалистического режима, чем мелодраматические страсти „Жизни других“. Российская же публика хочет, чтобы её развлекли, и не любит „грузилово“. Поэтому российский режиссёр Алексей Балабанов применяет для воспоминаний о прошлом спецсредства, создавая в своём фильме невероятный, небытовой, фантасмагорический мир, где суть происходящего можно почувствовать не умом, а животом, вспомнив тот привычный ужас, отравляющий каждого, кто жил в этом мире без любви и надежды».
Наталья Рябчикова выделяет «Жизнь других» из общего числа немецких фильмов о недавнем разделённом прошлом страны. По её словам, в Германии «популярны ностальгические комедии об „осси“ — жителях ГДР, с их маленькими смешными автомобилями, мелкими мещанскими радостями и гигантской фигурой Ленина, закрывающей солнце (самый известный из подобных фильмов — „Гуд бай, Ленин!“). Нередки драмы о тех же „осси“, безуспешно пытающихся перебраться на Запад („Туннель“). Кинематографистов занимает, в основном, самый яркий момент в недавней истории — падение Стены, а также последние месяцы прокоммунистического режима ГДР. Фильм Флориана Хенкеля фон Доннерсмарка показал, что можно и нужно двигаться дальше, киноаппаратом, как скальпелем, рассекая механизм действия политической машины ГДР, машины страха и обмана».
Иван Куликов сравнивает немецкий фильм с российским кинематографом, который пытается переоценивать собственную историю: «Кому-кому, но уж русским-то, у которых оценки собственного исторического прошлого шизофренически раздваиваются между плохой „Девятой ротой“ и хорошим „Грузом-200“, только тем и заниматься, что рассуждать, как там было в фильме про „страну победившего социализма“». Андрей Плахов на страницах газеты «Коммерсантъ» сравнил немецкую ленту с советской картиной «Москва слезам не верит»: оба фильма сначала были проигнорированы (критиками, устроителями и директорами крупнейших кинофестивалей, главами дистрибьюторских компаний), но после того, как данные картины получили «Оскар», то с триумфом вернулись в родные страны.

### О режиссёре
О Доннерсмарке, как о режиссёре, отзывались по-разному. Были и восторженные отзывы, и не очень. Диляра Тасбулатова из издания «Итоги», например, восторгается Доннерсмарком: «Этот режиссёр наследует именно немецкую, и никакую другую, кинематографическую традицию. Его стиль ироничен, беспощаден, аскетичен, как это было в лучших картинах другого выдающегося немца — то есть Фасбиндера. Доннерсмарк — так же, как и Фасбиндер, — наделён особым даром социального чутья, в котором нет и следа политической конъюнктуры. Редкое свойство». Станислав Зельвенский, обозреватель журнала «Афиша», говорит, что «„Жизнь других“ — анти-Кафка, поскольку фон Доннерсмарк видит во всём происходящем рациональную основу, будь то даже вульгарный психоанализ, железную логику. И этот трезвый взгляд можно было бы принять за прозрение, если бы он так не напоминал основательный подход крепкого голливудского сценариста».

### Разногласия
Доннерсмарку и Ульриху Мюэ были предъявлены иски за клевету в интервью, где Мюэ утверждал, что его бывшая жена доносила на него в течение шести лет их брака, когда они жили в Восточной Германии. Доннерсмарк сообщил, что жена Мюэ отрицала предъявленные ей претензии, хотя все её действия подтверждались и детализировались на 254 страницах официальных отчётов.

### Списки десяти лучших фильмов
Фильм попал в десятку лучших фильмов 2007 года по мнению многих кинокритиков из различных изданий.
- 2 место — Empire
- 2 место — Ричард Корлисс, Time
- 4 место — Дэвид Энсен, Newsweek
- 4 место — Стефен Холден, The New York Times
- 5 место — Лиам Лэйси и Рик Гроен, Globe and Mail
- 5 место — Оуэн Глейберман, Entertainment Weekly
- 7 место — Кристи Лемье, Associated Press[55]
- 8 место — Энтони Скотт, The New York Times
- 8 место — Кайл Смит, New York Post

### Награды и номинации
| Премия                                                    | Категория                              | Лауреаты и номинанты                          | Результат |
| --------------------------------------------------------- | -------------------------------------- | --------------------------------------------- | --------- |
| BAFTA                                                     | «Лучший фильм на иностранном языке»    |                                               | Победа    |
| BAFTA                                                     | «Лучший фильм»                         |                                               | Номинация |
| BAFTA                                                     | «Лучшая режиссёрская работа»           | Флориан Хенкель фон Доннерсмарк               | Номинация |
| BAFTA                                                     | «Лучшая мужская роль»                  | Ульрих Мюэ                                    | Номинация |
| BAFTA                                                     | «Лучший оригинальный сценарий»         | Флориан Хенкель фон Доннерсмарк               | Номинация |
| Аргентинская академия кинематографических искусств и наук | «Лучший иностранный фильм»             |                                               | Победа    |
| Ассоциация кинокритиков Аргентины                         | «Лучший иностранный фильм»             |                                               | Победа    |
| Ассоциация кинокритиков Германии                          | «Лучшая мужская роль»                  | Ульрих Мюэ                                    | Победа    |
| Ассоциация кинокритиков Германии                          | «Лучшая операторская работа»           | Хейген Богдански                              | Победа    |
| Ассоциация кинокритиков Германии                          | «Лучший кинодебют»                     | Флориан Хенкель фон Доннерсмарк               | Победа    |
| Ассоциация кинокритиков Германии                          | «Лучший монтаж»                        | Патриция Роммель                              | Победа    |
| Ассоциация кинокритиков Лос-Анджелеса                     | «Лучший иностранный фильм»             |                                               | Победа    |
| Ассоциация кинокритиков центрального Огайо                | «Лучший фильм на иностранном языке»    |                                               | Победа    |
| «Баварская премия»                                        | «Лучшая мужская роль»                  | Ульрих Мюэ                                    | Победа    |
| «Баварская премия»                                        | «Лучшая режиссёрская работа»           | Флориан Хенкель фон Доннерсмарк               | Победа    |
| «Баварская премия»                                        | «Лучший сценарий»                      | Флориан Хенкель фон Доннерсмарк               | Победа    |
| «Бодил»                                                   | «Лучший иностранный фильм»             |                                               | Победа    |
| Варшавский кинофестиваль                                  | «Выбор зрителей»                       |                                               | Победа    |
| Гильдия немецкого арт-хауса                               | «Лучший немецкий фильм»                |                                               | Победа    |
| Гран-при бразильского кинематографа                       | «Лучший фильм на иностранном языке»    |                                               | Победа    |
| «Давид ди Донателло»                                      | «Выбор зрителей»                       |                                               | Победа    |
| «Европейская премия»                                      | «Лучший фильм»                         |                                               | Победа    |
| «Европейская премия»                                      | «Лучшая мужская роль»                  | Ульрих Мюэ                                    | Победа    |
| «Европейская премия»                                      | «Лучший сценарий»                      | Флориан Хенкель фон Доннерсмарк               | Победа    |
| «Европейская премия»                                      | «Лучшая женская роль»                  | Мартина Гедек                                 | Номинация |
| «Европейская премия»                                      | «Лучшая режиссёрская работа»           | Флориан Хенкель фон Доннерсмарк               | Номинация |
| «Европейская премия»                                      | «Лучшая музыка»                        | Габриэль Яред, Стефан Муча                    | Номинация |
| «Золотая камера»                                          | «Лучший немецкий актёр»                | Ульрих Мюэ                                    | Номинация |
| «Золотой глобус»                                          | «Лучший фильм на иностранном языке»    |                                               | Номинация |
| «Золотой глобус» (Италия)                                 | «Лучший европейский фильм»             |                                               | Победа    |
| «Золотой глобус» (Италия)                                 | «Лучший европейский актёр»             | Себастьян Кох                                 | Победа    |
| «Золотой глобус» (Италия)                                 | «Лучший дистрибьютор»                  | 01 Distribution                               | Победа    |
| «Золотой жук»                                             | «Лучший иностранный фильм»             |                                               | Победа    |
| «Кинема Джунпо»                                           | «Лучший иностранный фильм»             |                                               | Победа    |
| Кинофестиваль в Локарно                                   | «Выбор зрителей»                       |                                               | Победа    |
| Кинофестиваль в Лондоне                                   | Приз имени Сатьяджита Рая              | Флориан Хенкель фон Доннерсмарк               | Победа    |
| Кинофестиваль в Мюнхене                                   | Премия Бернхарда Викки                 | Флориан Хенкель фон Доннерсмарк, Ульрих Мюэ   | Победа    |
| Кинофестиваль в Хай-Фоллс                                 | «Выбор зрителей»                       |                                               | Победа    |
| Круг кинокритиков Австралии                               | «Лучший иностранный фильм»             |                                               | Победа    |
| Круг кинокритиков Лондона                                 | «Иностранный фильм года»               |                                               | Победа    |
| Круг кинокритиков Лондона                                 | «Сценарист года»                       | Флориан Хенкель фон Доннерсмарк               | Победа    |
| Круг кинокритиков Лондона                                 | «Актёр года»                           | Ульрих Мюэ                                    | Номинация |
| Круг кинокритиков Лондона                                 | «Режиссёр года»                        | Флориан Хенкель фон Доннерсмарк               | Номинация |
| Круг кинокритиков Нью-Йорка                               | «Лучший фильм на иностранном языке»    |                                               | Победа    |
| Круг сценаристов Испании                                  | «Лучший иностранный фильм»             |                                               | Победа    |
| Монреальский кинофестиваль нового кино                    | «Выбор зрителей»                       |                                               | Победа    |
| Международный кинофестиваль в Ванкувере                   | «Самый популярный фильм»               |                                               | Победа    |
| Международный кинофестиваль в Денвере                     | «Лучший фильм»                         |                                               | Победа    |
| Международный кинофестиваль в Палм-Спрингс                | «Выбор зрителей»                       |                                               | Победа    |
| Международный кинофестиваль в Портленде                   | «Лучший фильм»                         |                                               | Победа    |
| Международный кинофестиваль в Портленде                   | «Лучший новый режиссёр»                | Флориан Хенкель фон Доннерсмарк               | Победа    |
| Международный кинофестиваль в Роттердаме                  | «Выбор зрителей»                       |                                               | Победа    |
| «Новое лицо»                                              | «Новое лицо»                           | Флориан Хенкель фон Доннерсмарк               | Победа    |
| Национальное общество итальянских киножурналистов         | «Европейская серебряная лента»         | Мартина Гедек                                 | Победа    |
| «Независимый дух»                                         | «Лучший иностранный фильм»             |                                               | Победа    |
| «Немецкая премия»                                         | «Лучший фильм»                         |                                               | Победа    |
| «Немецкая премия»                                         | «Лучшая режиссёрская работа»           | Флориан Хенкель фон Доннерсмарк               | Победа    |
| «Немецкая премия»                                         | «Лучшая мужская роль»                  | Ульрих Мюэ                                    | Победа    |
| «Немецкая премия»                                         | «Лучшая мужская роль второго плана»    | Ульрих Тукур                                  | Победа    |
| «Немецкая премия»                                         | «Лучший сценарий»                      | Флориан Хенкель фон Доннерсмарк               | Победа    |
| «Немецкая премия»                                         | «Лучшая операторская работа»           | Хейген Богдански                              | Победа    |
| «Немецкая премия»                                         | «Лучшая работа художника-постановщика» | Силке Бюр                                     | Победа    |
| «Немецкая премия»                                         | «Лучшая музыка»                        | Стефан Муча, Габриэль Яред                    | Номинация |
| «Немецкая премия»                                         | «Лучший дизайн костюмов»               | Габриэль Биндер                               | Номинация |
| «Немецкая премия»                                         | «Лучший монтаж»                        | Патриция Роммель                              | Номинация |
| «Немецкая премия»                                         | «Лучший звук»                          | Губертус Рат, Кристоф фон Шёнбург, Арно Уилмс | Номинация |
| «Оскар»                                                   | «Лучший фильм на иностранном языке»    |                                               | Победа    |
| «Польская премия»                                         | «Лучший европейский фильм»             |                                               | Победа    |
| Премия британского независимого кино                      | «Лучший иностранный независимый фильм» |                                               | Победа    |
| Премия ирландского кинематографа и телевидения            | «Лучший интернациональный фильм»       |                                               | Победа    |
| Премия ирландского кинематографа и телевидения            | «Лучший интернациональный актёр»       | Ульрих Мюэ                                    | Номинация |
| «Сезар»                                                   | «Лучший иностранный фильм»             |                                               | Победа    |
| Премия «Спутник»                                          | «Лучший фильм на иностранном языке»    |                                               | Победа    |
| Премия «Спутник»                                          | «Лучшая музыка»                        | Габриэль Яред                                 | Победа    |
| «Турья»                                                   | «Лучший иностранный фильм»             |                                               | Победа    |
| «Хлотрудис»                                               | «Лучший фильм»                         |                                               | Номинация |
| «Хлотрудис»                                               | «Лучший оригинальный сценарий»         | Флориан Хенкель фон Доннерсмарк               | Победа    |